# 人民革命军 (墨西哥)
人民革命军（西班牙語：Ejército Popular Revolucionario，缩写为EPR）是墨西哥的一支极左翼游击队。该组织成立于1996年，主要在格雷罗州活动，当前也在瓦哈卡州、恰帕斯州、瓜纳华托州和特拉斯卡拉州
。该组织的意识形态是毛主义、革命社会主义。该组织的领导人可能是Edmundo Reyes。该组织的规模未知。该组织创建了军事化政党“人民革命民主党”。
该组织主张社会主义农民革命。副司令马科斯领导的萨帕塔民族解放军与该组织保持距离，但该组织仍宣称支持萨帕塔派。